# Patellaria americana
Patellaria americana är en svampart som först beskrevs av Fée, och fick sitt nu gällande namn av Johannes Müller Argoviensis 1887. Patellaria americana ingår i släktet Patellaria och familjen Patellariaceae.   Inga underarter finns listade i Catalogue of Life.